# Нейпелс (Юта)
Нейпелс (англ. Naples) — місто (англ. city) в США, в окрузі Юїнта штату Юта. Населення — 2280 осіб (2020).

## Географія
Нейпелс розташований за координатами 40°25′54″ пн. ш. 109°29′29″ зх. д. / 40.43167° пн. ш. 109.49139° зх. д. (40.431747, -109.491288).  За даними Бюро перепису населення США в 2010 році місто мало площу 17,10 км², уся площа — суходіл.

## Демографія
Згідно з переписом 2010 року, у місті мешкало 1755 осіб у 534 домогосподарствах у складі 435 родин. Густота населення становила 103 особи/км².  Було 598 помешкань (35/км²).
Расовий склад населення:
| - 94,1 % — білих - 1,5 % — азіатів - 1,1 % — чорних або афроамериканців - 1,0 % — корінних американців - 1,1 % — осіб інших рас |

До двох чи більше рас належало 1,2 %. Частка іспаномовних становила 5,5 % від усіх жителів.
За віковим діапазоном населення розподілялося таким чином: 33,2 % — особи молодші 18 років, 58,6 % — особи у віці 18—64 років, 8,2 % — особи у віці 65 років та старші. Медіана віку мешканця становила 29,7 року. На 100 осіб жіночої статі у місті припадало 104,1 чоловіків;  на 100 жінок у віці від 18 років та старших — 105,8 чоловіків також старших 18 років.
Середній дохід на одне домашнє господарство  становив 86 792 долари США (медіана — 76 000), а середній дохід на одну сім'ю — 91 570 доларів (медіана — 78 854). Медіана доходів становила 62 604 долари для чоловіків та 42 266 доларів для жінок. За межею бідності перебувало 6,8 % осіб, у тому числі 9,5 % дітей у віці до 18 років та 3,5 % осіб у віці 65 років та старших.
Цивільне працевлаштоване населення становило 1012 осіб. Основні галузі зайнятості: сільське господарство, лісництво, риболовля — 28,2 %, роздрібна торгівля — 11,8 %, освіта, охорона здоров'я та соціальна допомога — 10,8 %.